# .450 Nitro Express

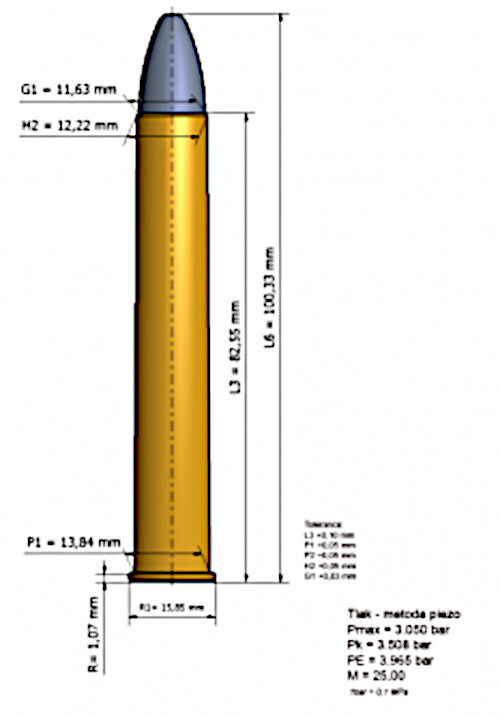
Dados técnicos do .450 Nitro Express.

O .450 Nitro Express, também conhecido como .450 Nitro Express de 3¼ polegadas, é um cartucho de fogo central para rifle em forma de cone estreito, voltado para caça dos "Big Five", o primeiro da linha "Nitro Express", projetado por volta de 1898 por John Rigby. 
O .450 Nitro Express é usado quase exclusivamente em rifles duplos para caça nos trópicos ou climas quentes em geral e está associado à Idade de Ouro dos safáris africanos e shikars indianos.

## Características
O .450 Nitro Express foi baseado no estojo do então popular .450 Black Powder Express com 70 grãos (5 g) de Cordite e uma bala jaquetada de 480 grãos (31 g). A velocidade do focinho é listada em 2.150 pés por segundo (655 m/s) com 4.909 ft-lbf (6.656 J) de energia na boca do cano. Esse estojo reto tem um comprimento de 3,25 pol. (83 mm) com um aro de 0,624 pol. (15,8 mm).